# Polyura fugator
Polyura fugator är en fjärilsart som beskrevs av Hans Fruhstorfer 1914. Polyura fugator ingår i släktet Polyura och familjen praktfjärilar. Inga underarter finns listade i Catalogue of Life.